# 祝祭 (曲)
『祝祭』（しゅくさい）は、sumikaの楽曲。同バンド4作目の配信限定シングルとして2021年2月3日に発売された。

## 収録曲
1. 祝祭
  - 森永製菓 受験に inゼリー2021 CMソング